# Benjamin Baillaud
Édouard Benjamin Baillaud (Chalon-sur-Saône, Francia, 14 de febrero de 1848 – Toulouse, Francia, 8 de julio de 1934) fue un astrónomo francés. Entre los puestos que ocupó destacan director del Observatorio de París, presidente fundador de la Oficina Internacional de la Hora y de la Unión Astronómica Internacional.

## Biografía
Baillaud nació en 1848 en la localidad francesa de Chalon-sur-Saône. Estudió en la Escuela Normal Superior de París y en la Universidad de París. A comienzos de 1872 empezó a trabajar como asistente en el Observatorio de París. Entre 1878 y 1907 fue director del Observatorio de Toulouse, ejerciendo como decano de la Facultad de Ciencias de la Universidad de Toulouse durante gran parte de ese periodo.
Baillaud expandió enormemente el observatorio y apoyó de manera entusiasta el proyecto Carte du Ciel. Se especializó en mecánica celeste, y en particular, en los movimientos de los satélites de Saturno.
En 1903, el observatorio se hizo cargo de las instalaciones de Pic du Midi en los Pirineos que habían sido fundadas por astrónomos aficionados en los años 50 del siglo XIX con la idea de poner un telescopio allí. Sin embargo, los 2865 metros de altura del pico supusieron un reto formidable convirtiéndose en una ambición irrealizable, aunque entre 1873 y 1880 llegó a operar una observatorio meteorológico. Baillaud organizó un equipo de soldados para montar en la cima un telescopio reflector de 0.5 metros y otro refractor de 0.25 metros.
En 1907 se convierte en director del Observatorio de París donde retoma inmediatamente el trabajo para relanzar el proyecto Carte du Ciel organizando una conferencia en el observatorio, amenizada por cantantes de la Ópera de París y en la que el vino estuvo a cargo del director del Observatorio de Burdeos. Aunque el gobierno francés estuvo de acuerdo en financiar el proyecto era cada vez más evidente que los objetivos del proyecto eran desafortunadamente irrealizables.
Baillaud también fue activo en la estandarización del tiempo, convirtiéndose en el presidente fundador de la Oficina Internacional de la Hora e iniciando las transmisiones de la señal horaria desde la Torre Eifel. Mantuvo el observatorio y la emisión de la señal durante la Primera Guerra Mundial a pesar de que el cañón alemán Gran Berta tenía como objetivo las coordenadas nominales de París, que correspondían exactamente con las del observatorio. El interés de Baillaud por la estandarización del tiempo astronómico le llevaron a ser uno de los más importantes oponentes del horario de verano.
Baillaud se convirtió también en presidente fundador de la Unión Astronómica Internacional en 1919. En 1926 se retiraría del puesto de director del Observatorio de París y fallecería el 8 de julio de 1934 en Toulouse.

## Algunas publicaciones[1]
- Distribution des prix du lycée de Saint-Quentin. Discours prononcé par M. B. Baillaud,... impr. de J. Vidallet, (1871) - 16 pp.

- Thèses présentées à la Faculté des sciences de Paris pour obtenir le grade de docteur ès sciences mathématiques, par M. B. Baillaud,... Exposition de la méthode de M. Gylden pour le développement des perturbations des cometes... Éd. Gauthier-Villars, (1876) - 47 pp.

- Theses de mathematiques, L. et J.-M. Douladoure (1876) - 108 pp.

- Sur la méthode de Hansen pour la détermination des perturbations absolues des petites planètes. 4 pp. (1878)

- Sur une transformation trigonométrique employée par Hansen dans la théorie des perturbations, 7 pp. (1878)

- Détermination des éléments des orbites des cinq satellites intérieurs de Saturne. Ed. Gauthier-Villars (1886)

- Sur le calcul numérique des intégrales définies. Éd.Gauthier-Villar (1886)

- Recherches complémentaires sur le développement de la fonction pertubatrice.[2] (1888)

- Cours d'astronomie à l'usage des étudiants des facultés des sciences, Éd. Gauthier-Villars 1.ª parte (1893) 2° parte (1896)

- Discours: prononcé à la séance générale du Congrès, le 8.4.1899, Imprimerie nationale (1899) - 22 pp.

- Congrès des sociétés savantes à Toulouse, Imprimerie nationale (1899) - 64 pp.

- Mémoire sur les quadratures mécaniques de rangs quelconques. Éd. Gauthier-Villars, 38 pp. (1899)

- Étude du climat de Toulouse de 1863 à 1900. (1902) - 444 pp.

- Comparaison des catalogues méridiens de Toulouse et de Leipzig; Congres de Montauban (1902)

- Climat de Toulouse. Extrait des 'Comptes rendus de l'Association française pour l'avancement des sciences', congrès de Montauban, 1902. Hôtel des sociétés savantes (1902)

- Application du photometer à coin à la détermination des grandeurs photographiques des pléiades. Extraído de 'Comptes rendus de l'Association française pour l'avancement des sciences'. Congrès de Montauban, 1902

- Cartes autographiées, Université de Toulouse. Observatoire, F. Rossard, L. Montangerand, Benjamin Baillaud, Douladoure-Privat, (1904) - 3 pp. secrétariat de l'Association (1903)

- Correspondence d'Hermite et de Stieltjes, Éd. Gauthier-Villars, (1905) - Mathematiques

- 8 de noviembre de 1882 - 22 de julio de 1889, collaboration, Éd. Gauthier-Villars, (1905) - 477 pp.

- 18 de octubre de 1889 - 15 de diciembre de 1894, collaboration, Éd. Gauthier-Villars, (1905) - 464 pp.

- Notice sur les travaux scientifiques de M. B. Baillaud, E. Privat, 1907

- Annales de l'Observatoire de Paris, collaboration, Éd. Gauthier-Villars, (1908)

- Revue scientifique (Revue rose) (1910), 617 pp.

- L'Astronomie, par B. Baillaud. Larousse (1915) - 41 pp.

- Un demi-siècle de civilisation française (1870–1915) ed. Hachette et cie, (1916) - Voyage - 472 pp.

- Rapport relatif aux signaux horaires émis de L'Observatoire de Paris. Imprimerie Gauthier-Villars - 132 pp. (1918)

- De la méthode dans les sciences, Baillaud, Borel... Librairie Félix Alcan (1919)[3]

- Rapport adressé au conseil dans sa séance du 3 mars 1921 sur la nécessité de la création d'une succursale de l'Observatoire en dehors de la ville. Impr. Nationale, 28 pp. (1920)

- Inauguration du monument de l'amiral Mouchez, membre de l'Académie des sciences, au Havre, le dimanche 17 juillet 1921. Gauthier-Villars (1921) - 8 pp.

- Henri Andoyer, 1862-1929. Journal des observateurs, (1929) - 6 pp.

- Histoire de l'astronomie de position (1933)

- Application de la méthode de MM. P. et Pr. Henry à la réduction des clichés photographiques du catalogue international à l'Observatoire de Toulouse, Impr. de Douladoure-Privat, 21 pp.

## Honores

### Premios
- Medalla Bruce en 1923.

### Epónimos
- El cráter lunar Baillaud lleva este nombre en su honor.[4]
- El asteroide (11764) Benbaillaud también recuerda a este científico francés.[5]

### Obituarios
- (en alemán) AN 253 (1934) 15/16 (una frase, en alemán)
- (en inglés) MNRAS 95 (1935) 334
- (en inglés) Obs 57 (1934) 308
- (en inglés) PASP 46 (1934) 242 (un párrafo)